# Üzleti folyamatok újratervezése

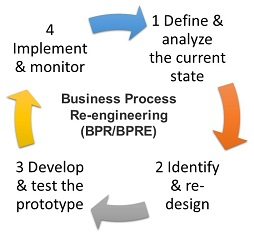
Üzleti folyamatok újratervezése (BPR/BPRE) tömören

Az üzleti folyamatok újratervezése (BPR) egy stratégia az üzleti menedzsmentben, eredetileg az 1990-es évek elején jött létre, és a szervezeten belüli munkafolyamatok és üzleti folyamatok elemzésére és tervezésére összpontosít. A BPR célja, hogy segítse a szervezeteket abban, hogy alapvetően újragondolják munkájukat annak érdekében, hogy javítsák az ügyfélszolgálatot, csökkentsék a működési költségeket és világszínvonalú versenytársakká váljanak.
A BPR arra törekszik, hogy a vállalatok radikálisan átszervezzék a szervezeteiket, az üzleti folyamataik alapvető tervezésére összpontosítva. A BPR korai támogatója, Thomas H. Davenport (1990) szerint az üzleti folyamat egy sor logikailag összefüggő feladat, amelyeket egy meghatározott üzleti eredmény elérése érdekében hajtanak végre. Az újratervezés holisztikus fókuszt helyezett az üzleti célokra és az ezekkel összefüggő folyamatokra, ösztönözve a folyamatok teljes körű újratervezését, nem pedig az alfolyamatok iteratív optimalizálását. A BPR-t a technológiai innovációk is befolyásolják, mivel az ipari szereplők a régi üzleti műveleti módszereket költségmegtakarító innovatív technológiákkal, például automatizálással helyettesítik, amelyek radikálisan átalakíthatják az üzleti műveleteket.
Az üzleti folyamatok újratervezése más néven üzleti folyamat áttervezésként, üzleti átalakításként vagy üzleti folyamat változáskezelésként is ismert.

## Áttekintés

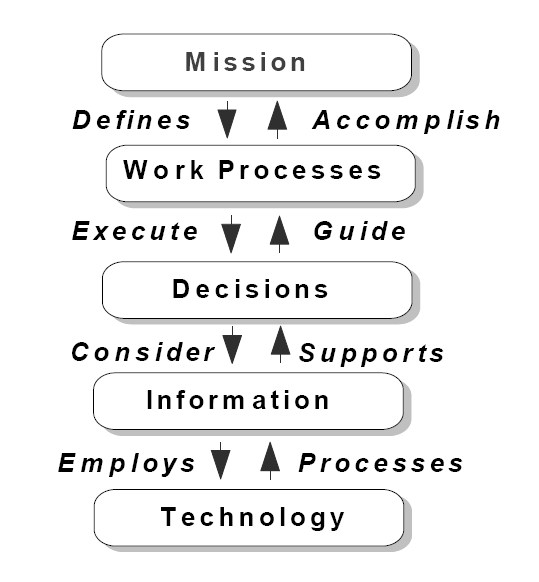
A küldetés és a munkafolyamatok újratervezése és kapcsolata az információtechnológiával

Az üzleti folyamatok újratervezése (BPR) egy átfogó megközelítés a szervezeti folyamatok újratervezésére és optimalizálására a hatékonyság, eredményesség és alkalmazkodóképesség javítása érdekében. Ez a módszer a szervezeti átalakulás megvalósítására azáltal, hogy elemzi és átszervezi a vállalkozás különböző aspektusait, mint például a munkafolyamatokat, a kommunikációt és a döntéshozatali folyamatokat, a teljesítmény jelentős javulása érdekében, mint például a megnövekedett termelékenység, csökkentett költségek és jobb ügyfél-elégedettség. A BPR egy erőteljes eszköz, amely különféle iparágakban és bármilyen méretű szervezetekben alkalmazható, és különféle módszertanok és technikák révén érhető el, mint például a folyamatleképezés, folyamat-szimuláció és folyamat-automatizálás. A szervezetek két kulcsfontosságú területet újraterveznek üzleti folyamataikban. Először, modern technológiát alkalmaznak az adatok terjesztésének és a döntéshozatali folyamatok javítására. Majd átalakítják a funkcionális szervezeteket, hogy funkcionális csapatokat hozzanak létre. Az újratervezés egy magas szintű értékeléssel kezdődik a szervezet küldetéséről, stratégiai céljairól és ügyféligényeiről. Alapvető kérdéseket tesznek fel, mint például: "Szükséges újradefiniálnunk a küldetésünket? Stratégiai céljaink összhangban vannak a küldetésünkkel? Kik az ügyfeleink?" Egy szervezet rájöhet, hogy kétes feltételezések alapján működik, különösen az ügyfelek igényeit és szükségleteit illetően. Csak azután, hogy a szervezet átgondolja, mit kellene tennie, dönti el, hogyan tudja azt a legjobban megvalósítani.
A küldetés és a célok ezen alapvető értékelése keretében az újratervezés a szervezet üzleti folyamataira összpontosít – azokra a lépésekre és eljárásokra, amelyek szabályozzák, hogyan használják fel az erőforrásokat olyan termékek és szolgáltatások létrehozására, amelyek megfelelnek bizonyos ügyfelek vagy piacok igényeinek. Az idő és hely szerint strukturált munkalépések rendjeként egy üzleti folyamat konkrét tevékenységekre bontható, mérhető, modellezhető és javítható. Az is lehetséges, hogy teljesen újratervezik vagy teljesen megszüntetik. Az újratervezés azonosítja, elemzi és újratervezi a szervezet alapvető üzleti folyamatait azzal a céllal, hogy javításokat érjen el kritikus teljesítménymutatókban, mint például költség, minőség, szolgáltatás és sebesség.
Az újratervezés felismeri, hogy a szervezet üzleti folyamatai általában részfolyamatokra és feladatokra tagolódnak, amelyeket a szervezeten belül több specializált funkcionális terület hajt végre. Gyakran senki sem felelős az egész folyamat általános teljesítményéért. Az újratervezés fenntartja, hogy az alfolyamatok teljesítményének optimalizálása bizonyos előnyöket eredményezhet, de nem hozhat javulást, ha maga a folyamat alapvetően hatástalan és elavult. Emiatt az újratervezés az egész folyamat újratervezésére összpontosít, hogy a lehető legnagyobb előnyöket érje el a szervezet és ügyfelei számára. Ez az a törekvés, hogy alapvetően újragondolják, hogyan kellene a szervezet munkáját elvégezni, amely megkülönbözteti az újratervezést azoktól a folyamatjavítási erőfeszítésektől, amelyek funkcionális vagy inkrementális javításokra összpontosítanak.

## Történelem
A BPR magánszektorbeli technikaként indult, hogy segítse a szervezeteket abban, hogy újragondolják munkájukat annak érdekében, hogy javítsák az ügyfélszolgálatot, csökkentsék a működési költségeket és világszínvonalú versenytársakká váljanak. Az újratervezés kulcsfontosságú ösztönzője az információs rendszerek és hálózatok folyamatos fejlesztése és telepítése volt. A szervezetek egyre bátrabban használják ezt a technológiát az üzleti folyamatok támogatására, ahelyett, hogy a jelenlegi munkamódszereket finomítanák.

### Újratervező munka: Ne automatizáld, töröld el, 1990
1990-ben Michael Hammer, a Massachusetts Institute of Technology (MIT) korábbi számítástechnikai professzora megjelentette a "Reengineering Work: Don't Automate, Obliterate" című cikket a Harvard Business Review- ban, amelyben azt állította, hogy a legnagyobb kihívás a menedzserek számára az, hogy eltöröljék azokat a munkaformákat, amelyek nem termelnek hozzáadott értéket, ahelyett, hogy technológiát használnának az automatizálásra. Ez a kijelentés burkoltan azzal vádolta a vezetőket, hogy rossz kérdésekkel foglalkoztak, nevezetesen, hogy a technológiát általában, és konkrétabban az információs technológiát elsősorban a meglévő folyamatok automatizálására használták, ahelyett, hogy olyan eszközként alkalmazták volna, amely a nem értékteremtő munkát megszünteti.
Hammer állítása egyszerű volt: A legtöbb elvégzett munka nem ad hozzá semmilyen értéket az ügyfelek számára, és ezt a munkát el kell távolítani, nem pedig automatizálással felgyorsítani. Ehelyett a vállalatoknak újra kellene gondolniuk ügyféligények kielégítésére való képtelenségüket és nem megfelelő költségstruktúrájukat [citation needed]. Még olyan elismert menedzsment gondolkodók is, mint Peter Drucker és Tom Peters, elfogadták és támogatták a BPR-t, mint egy új eszközt a siker (újra) eléréséhez egy dinamikus világban. Az ezt követő években egyre gyorsabban növekvő számú kiadvány, könyv és folyóiratcikk született a BPR-ről, és számos tanácsadó cég csatlakozott ehhez a trendhez, fejlesztve saját BPR módszereiket. A kritikusok azonban gyorsan kijelentették, hogy a BPR a munkahely elembertelenítésének, a vezetői kontroll fokozásának egyik módja, valamint a létszámleépítés, azaz a munkaerő jelentős leépítése és a taylorizmus újjászületése egy másik címke alatt.
E kritika ellenére az újratervezés gyors ütemben terjedt, és 1993-ra a Fortune 500 vállalatok akár 60%-a állította, hogy vagy már megkezdték az újratervezési erőfeszítéseiket, vagy terveik vannak erre. Ezt a trendet nemcsak a tanácsadói iparág BPR gyors elfogadása táplálta, hanem az MIT által végzett „Made in America” tanulmány is, amely kimutatta, hogy sok amerikai iparágban működő vállalat lemaradt külföldi versenytársaikkal szemben versenyképesség, piacra jutás idő és termelékenység terén.

### Fejlődés 1995 után
Az 1995-ben és 1996-ban megjelent kritikák után, amelyeket néhányan [kik?] a korai BPR támogatóinak köréből fogalmaztak meg [forrás szükséges], valamint mások általi visszaélések és helytelen alkalmazások miatt az újratervezési láz az Egyesült Államokban kezdett alábbhagyni. Azóta az üzleti folyamatok kiindulópontként való figyelembevétele az üzleti elemzéshez és áttervezéshez széles körben elfogadott megközelítéssé vált, és a változásmenedzsment módszertanának standard részévé vált, bár általában kevésbé radikális módon, mint ahogyan eredetileg javasolták.
Az utóbbi időben az Üzleti Folyamatmenedzsment (BPM) koncepciója nagy figyelmet kapott a vállalati világban, és tekinthető a BPR 1990-es évekbeli hullámának utódjaként, mivel ugyanolyan mértékben törekszik a folyamatok hatékonyságára az információs technológia támogatásával. Hasonlóan a BPR-rel szemben megfogalmazott kritikákhoz, a BPM-et is azzal vádolják, hogy túlzottan a technológiára összpontosít, és figyelmen kívül hagyja a változás emberi aspektusait.

## Témák
Az újratervezés legfigyelemreméltóbb definíciói a következők:
- "...az üzleti folyamatok alapvető újragondolása és radikális újratervezése a kritikus kortárs teljesítménymutatók, mint például a költség, minőség, szolgáltatás és sebesség, jelentős javulásának elérése érdekében."[8]
- "magába foglalja az új munkastratégiák elképzelését, a tényleges folyamatok megtervezését, valamint a változás megvalósítását annak minden összetett technológiai, emberi és szervezeti dimenziójában."[9]

Az üzleti folyamatok újratervezése (BPR) különbözik más szervezetfejlesztési (OD) megközelítésektől, különösen a folyamatos fejlesztés vagy a TQM (Total Quality Management) mozgalomtól, mivel célja az alapvető és radikális változás, nem pedig az iteratív javítás. Ahhoz, hogy elérjük azokat a jelentős javulásokat, amelyekre a BPR törekszik, a szervezeti strukturális változók megváltoztatása és a munkavégzés egyéb módjai gyakran nem elegendőek. Az elérhető előnyök teljes kiaknázása érdekében az információs technológia (IT) használatát fő hozzájáruló tényezőnek tekintik. Míg az IT hagyományosan az üzleti funkciók támogatására szolgált, azaz a szervezeti hatékonyság növelésére használták, ma már új szervezeti formák és együttműködési minták lehetővé tévőjeként játszik szerepet a szervezeteken belül és azok között.
A BPR különböző tudományágakból meríti létezését, és négy fő terület azonosítható, amelyek a BPR során változásnak vannak kitéve – szervezet, technológia, stratégia és emberek –, ahol a folyamat szemlélet közös keretet biztosít e dimenziók figyelembevételéhez.
Az üzleti stratégia a BPR kezdeményezések elsődleges hajtóereje, és a többi dimenziót a stratégia átfogó szerepe irányítja. A szervezet dimenzió a vállalat strukturális elemeit tükrözi, mint például a hierarchikus szinteket, a szervezeti egységek összetételét és a közöttük lévő munkamegosztást. A technológia a számítógépes rendszerek és egyéb kommunikációs technológiák üzleti alkalmazásával foglalkozik. A BPR-ben az információs technológiát általában új szervezési és együttműködési formák lehetővé tévőjeként tekintik, nem pedig a meglévő üzleti funkciók támogatására. Az emberek / emberi erőforrások dimenzió az olyan aspektusokkal foglalkozik, mint az oktatás, képzés, motiváció és jutalmazási rendszerek. Az üzleti folyamatok koncepciója – összefüggő tevékenységek, amelyek célja egy hozzáadott értékű output létrehozása az ügyfél számára – a BPR alapvető elképzelése. Ezeket a folyamatokat számos attribútum jellemzi: folyamat tulajdonlás, ügyfélközpontúság, értéknövelés és keresztfunkcionalitás.

### Az információs technológia szerepe
Az információs technológia (IT) történelmileg fontos szerepet játszott az újratervezési koncepcióban. Egyesek szerint ez a technológia jelentős lehetővé tévője az új munkavégzési és együttműködési formáknak a szervezeten belül és a szervezeti határokon túl.
A BPR irodalom több úgynevezett diszruptív technológiát azonosított, amelyek kihívást jelentettek a munkavégzés hagyományos bölcsességével szemben.
- Megosztott adatbázisok, amelyek lehetővé teszik az információ hozzáférhetőségét sok helyen
- Szakértői rendszerek, amelyek lehetővé teszik a generalisták számára, hogy szakértői feladatokat lássanak el
- Távközlési hálózatok, amelyek lehetővé teszik a szervezetek számára, hogy egyszerre legyenek központosítottak és decentralizáltak
- Döntéstámogató eszközök, amelyek lehetővé teszik, hogy a döntéshozatal mindenki munkájának része legyen
- Vezeték nélküli adatkommunikáció és hordozható számítógépek, amelyek lehetővé teszik a helyszíni személyzet számára, hogy az irodai függetlenségtől függetlenül dolgozzanak
- Interaktív videolemez, amely lehetővé teszi a potenciális vásárlókkal való azonnali kapcsolatfelvételt
- Automatikus azonosítás és nyomon követés, amelyek lehetővé teszik a tárgyak számára, hogy jelezzék, hol vannak, ahelyett, hogy meg kellene találni őket
- Nagy teljesítményű számítástechnika, amely lehetővé teszi az azonnali tervezést és átdolgozást

Az 1990-es évek közepén különösen a munkafolyamat-kezelő rendszereket tekintették a folyamat hatékonyságának javításához jelentős hozzájárulónak. Ezenkívül az ERP (enterprise resource planning, vállalati erőforrás-tervezés) szállítók, mint például a SAP, a JD Edwards, Oracle és a PeopleSoft, megoldásaikat az üzleti folyamatok újratervezésének és javításának eszközeként pozicionálták.

### Kutatás és módszertan

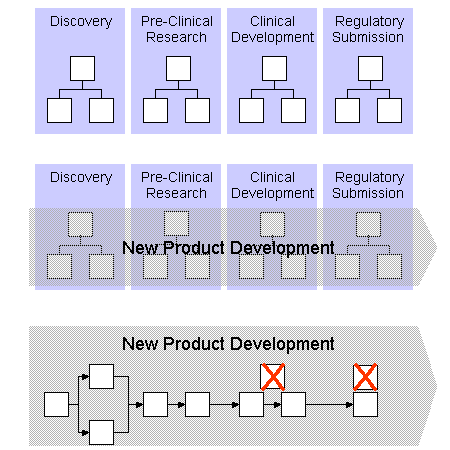
PRLC megközelítésen alapuló modell

Bár a címkék és lépések kissé eltérnek, az IT-központú BPR megoldásokból eredő korai módszertanok sok alapvető elvet és elemet osztanak meg. Az alábbi vázlat egy ilyen modell, amely a Guha által kifejlesztett Process Reengineering Life Cycle (PRLC) megközelítésen alapul. Egyszerűsített vázlat egy üzleti folyamat megközelítés használatáról, a gyógyszeripari K+F példáján keresztül
1. Strukturális szervezet funkcionális egységekkel
2. Új termékfejlesztés bevezetése, mint keresztfunkcionális folyamat
3. Tevékenységek átszervezése és racionalizálása, nem értéket teremtő feladatok eltávolítása

Az első alkalmazóktól tanult tapasztalatokból profitálva néhány BPR gyakorló a hangsúlyt egy IT-központú megközelítés helyett egy ügyfélközpontú módszertanra helyezte át. Egy ilyen módszertant, amely egy kockázat- és hatásvizsgálatot is tartalmazott a BPR munkákra és műveletekre gyakorolt hatásának figyelembe vételével, Lon Roberts (1994) írta le. Roberts hangsúlyozta a változáskezelési eszközök használatát is, hogy proaktívan kezeljék a változással szembeni ellenállást – egy tényező, amely sok újratervezési kezdeményezés kudarcához vezetett, amelyek a tervezőasztalon jól néztek ki.
Néhány elem, amit érdemes használni egy folyamat elemzési ellenőrzőlistán: átadások csökkentése, adatok központosítása, késedelmek csökkentése, erőforrások gyorsabb felszabadítása, hasonló tevékenységek kombinálása. A menedzsment tanácsadó iparban is számos módszertani megközelítést fejlesztettek ki.

### Keretrendszer
Egy könnyen követhető, hét lépésből álló INSPIRE keretrendszert Bhudeb Chakravarti fejlesztett ki, amelyet bármely folyamatelemző követhet a BPR végrehajtásához. A keretrendszer hét lépése: Új folyamat-újratervezési projekt kezdeményezése, és ehhez üzleti eset készítése; Tárgyalás a felső vezetéssel a folyamat-újratervezési projekt elindításának jóváhagyásáról; A kulcsfontosságú folyamatok kiválasztása, amelyeket újra kell tervezni; A folyamat-újratervezési tevékenységek megtervezése; A folyamatok megvizsgálása a problémás területek elemzéséhez; A kiválasztott folyamatok újratervezése a teljesítmény javítása érdekében, és az újratervezett folyamatok sikeres végrehajtásának biztosítása megfelelő ellenőrzéssel és értékeléssel.

## A siker és a kudarc tényezői
A BPR sikerének fontos tényezői közé tartoznak:
1. BPR csapat összetétele.
2. Üzleti igények elemzése.
3. Megfelelő informatikai infrastruktúra.
4. Hatékony változáskezelés.
5. Folyamatban lévő, folyamatos fejlesztés.

A BPM erőfeszítés során módosított aspektusok közé tartoznak a szervezeti struktúrák, a vezetési rendszerek, a munkavállalói felelősségek és teljesítménymérések, az ösztönző rendszerek, a készségfejlesztés és az IT használata. A BPR potenciálisan befolyásolhatja az üzleti tevékenység minden aspektusát. A nagyarányú változások eredményezhetnek irigylésre méltó sikereket, de akár teljes kudarcot is.
Ha sikeres, egy BPM kezdeményezés javulást eredményezhet a minőségben, ügyfélszolgálatban és versenyképességben, valamint költségcsökkentésben vagy ciklusidő-csökkentésben. Azonban a BPR projektek 50-70%-a vagy kudarcot vall, vagy nem ér el jelentős előnyöket.
Számos ok lehet a nem optimális üzleti folyamatok hátterében:
1. Egy részleg optimalizálása mások kárára
2. Hiányzó idő a vállalati folyamatok javítására
3. A probléma mértékének felismerésének hiánya
4. Képzés hiánya
5. A résztvevők a rendelkezésükre álló legjobb eszközt használják a problémák megoldására, amely általában az Excel
6. Elégtelen infrastruktúra
7. Túlságosan bürokratikus folyamatok
8. Motiváció hiánya

Sok sikertelen BPR kísérletet lehetett az BPR körül kialakult zűrzavar okozta, és az, hogy hogyan kellene végrehajtani. A szervezetek jól tudták, hogy változtatásokra van szükség, de nem tudták, mely területeket kellene megváltoztatni vagy hogyan kellene megváltoztatni azokat. Ennek eredményeként a folyamat újragondolása olyan menedzsmentkoncepció, amely kísérletezés és hibázás révén alakult ki, vagy más szóval: gyakorlati tapasztalatok révén. Ahogy egyre több vállalkozás újragondolja folyamatait, egyre nyilvánvalóbbá válik, mi okozta a sikereket vagy a kudarcokat. A tartós előnyök elérése érdekében a vállalatoknak hajlandónak kell lenniük arra, hogy megvizsgálják, hogyan egészítik ki egymást a stratégia és az újragondolás, tanuljanak meg mérni a stratégiát költség, mérföldkövek és időkeretek szerint, elfogadva a stratégiáért való felelősséget a szervezet teljes területén, értékeljék a szervezet jelenlegi képességeit és folyamatát reálisan, és kapcsolják össze a stratégiát a költségvetési folyamattal. Ellenkező esetben a BPR csupán egy rövid távú hatékonysági gyakorlat marad.

### Szervezeti szintű elkötelezettség
Az üzleti folyamatok jelentős változásai közvetlen hatással vannak a folyamatokra, a technológiára, a munkahelyi szerepekre és a munkahelyi kultúrára. Még csak egyetlen terület jelentős változása is erőforrásokat, pénzt és vezetést igényel. Ezek egyszerre történő megváltoztatása különleges feladat. Ahogy minden nagy és bonyolult vállalkozás, az újratervezés végrehajtása is széles körű szakértők tehetségét és energiáját igényli. Mivel a BPR több területet is érinthet a szervezeten belül, fontos az érintett összes részleg támogatásának megszerzése. A kiválasztott részlegek tagjainak bevonásával az szervezet értékes visszajelzéseket kaphat, mielőtt egy folyamatot végrehajtanának; egy olyan lépés, amely elősegíti mind a együttműködést, mind a folyamat általános elfogadását az újratelepített folyamat minden részénél a szervezeten belül.
Az üzleti folyamatok újragondolásába történő vállalati széles körű elkötelezettség megszerzése az alábbiakon múlik: felsővezetői támogatás, folyamatfelhasználók részvételének támogatása, kijelölt BPR csapat, és a teljes megoldásra vonatkozó költségvetési előirányzat értékének demonstrálására szolgáló intézkedések. Mielőtt bármely BPR projektet sikeresen lehetne végrehajtani, az szervezet vezetésének elkötelezettséget kell vállalnia a projekt iránt, és erős vezetést kell biztosítania. Az újratervezési erőfeszítések semmiképpen sem hajthatóak végre vállalat széles körű elkötelezettség nélkül az elérni kívánt célok felé. Azonban a sikeres végrehajtáshoz elengedhetetlen a felsővezetés elkötelezettsége. A felsővezetésnek fel kell ismernie a változás szükségességét, teljes körű megértést kell kifejlesztenie arról, hogy mi az a BPR, és meg kell terveznie, hogyan érheti el.
A vezetésnek hatékonynak, erősnek, láthatónak és kreatívnak kell lennie a gondolkodásban és megértésben annak érdekében, hogy világos jövőképet biztosítson. Minden érintett csoport meggyőzése a BPR szükségességéről kulcsfontosságú lépés a folyamat sikeres végrehajtásában. Minden érintett csoport tájékoztatása minden szakaszban, és a folyamat pozitív végeredményeinek hangsúlyozása lehetővé teszi az ellenállás minimalizálását és az elérési esélyek növelését. A BPR végső sikerét az összes szervezeti szint erős, következetes és folyamatos részvétele határozza meg.

### Csapat összetétele
Miután az szervezeten belüli vállalati széles körű elkötelezettség biztosításra került az újratervezési erőfeszítésben résztvevő és különböző szinteken részt vevő összes részleg részéről, elengedhetetlen lépés a BPR csapat kiválasztása. Ez a csapat alkotja a BPR erőfeszítés magját, hozza meg a kulcsfontosságú döntéseket és javaslatokat, és segít az újratervezési program részleteinek és előnyeinek az egész szervezethez történő kommunikálásában. Az eredményes BPR csapat meghatározó tényezőit összefoglalhatjuk a következőképpen:
- a csapat tagjainak kompetenciája, motiváltsága,[26]
- a szervezeten belüli hitelességük és kreativitásuk,[27]
- csapat megerősítése, a tagok kiképzése a folyamat-megjelenítés és a gondolatcserélési technikákban,[28]
- hatékony csapatvezetés,[29]
- a csapat megfelelő szervezése,[30]
- A csapattagok közötti kiegészítő készségek, megfelelő méret, cserélhető felelősségvállalás, munkamódszer egyértelműsége és
- a célok konkrétsága.[31]

A legképzettebb BPR csapatok aktív képviselőket tartalmaznak a következő munkacsoportokból: a felső vezetés, a folyamatot kezelő üzleti terület, technológiai csoportok, pénzügy és minden végleges folyamatfelhasználói csoport tagjai. Az összes szervezeten belüli munkacsoportból kiválasztott csapattagok hatással lesznek az újratervezett folyamat kimenetelére az általuk kívánt követelményeknek megfelelően. A BPR csapatnak mély és sokoldalú tudással kell rendelkeznie. Például az alábbi jellemzőkkel rendelkező tagokat tartalmazhatja:
- Olyan tagok, akik egyáltalán nem ismerik a folyamatot.
- Olyan tagok, akik belülről ismerik a folyamatot.
- Ügyfelek, ha lehet.
- Az érintett osztályokat képviselő tagok.
- A legjobb, legokosabb, szenvedélyes és elkötelezett technológiai szakértők egy-két tagja.
- A szervezeten kívüli tagok.[21]

Ezenkívül Covert (1997) azt javasolja, hogy egy hatékony BPR csapat létrehozása érdekében tartsák a csapatot tíz főnél kevesebben. Ha az szervezet nem képes a csapatot megfelelő méretben tartani, az egész folyamat sokkal nehezebben hajtható végre hatékonyan és eredményesen. A csapat erőfeszítéseit az áttörési lehetőségek azonosítására és új munkalépésekre vagy folyamatok tervezésére kell összpontosítaniuk, amelyek kvantumnyereséget és versenyelőnyt teremtenek.

### Üzleti igények elemzése
Minden BPR erőfeszítés sikerének egy másik fontos tényezője az alapos üzleti igények elemzésének végrehajtása. Túl gyakran a BPR csapatok közvetlenül a technológiába ugranak, anélkül hogy először felmérnék az szervezet jelenlegi folyamatait, és meghatároznák, mi pontosan szorul újratervezésre. Ebben az elemzési fázisban egy sor ülést kell tartani a folyamat tulajdonosokkal és érdekelt felekkel a BPR szükségességéről és stratégiájáról. Ezek az ülések konszenzust építenek az ideális üzleti folyamat látomásáról. Segítenek azonosítani a BPR lényeges célokat az egyes részlegekben, majd közösen meghatározni a projekt hatását minden munkacsoportra vagy részlegre egyéni alapon, valamint az üzleti szervezetre egészében. Az ülések célja az, hogy megfogalmazzák az ideális üzleti folyamatot a szervezet számára, és üzleti folyamatmodellt építsenek. Azokat az elemeket, amelyek feleslegesnek vagy irreálisnak tűnnek, később ki lehet iktatni vagy módosítani a BPR projekt diagnosztizálási szakaszában. Fontos elismerni és értékelni az összes ötletet annak érdekében, hogy minden résztvevő úgy érezze, hogy része ennek a fontos és kritikus folyamatnak. Ezeknek a találkozóknak az eredményei segítenek kidolgozni a projekt alapvető tervét.
Ez a terv magában foglalja a következőket:
- konkrét problémás területek azonosítása,
- konkrét célok megszilárdítása, és
- üzleti célok meghatározása.

Az üzleti igények elemzése hatalmas mértékben hozzájárul a újratervezési erőfeszítéshez, segítve a BPR csapatot abban, hogy prioritást állítson fel, és meghatározza, hol kell koncentrálnia a fejlesztési erőfeszítéseket.
Az üzleti igények elemzése továbbá segít kapcsolatot teremteni a BPR projekt célok és a fő üzleti célok, valamint az szervezet általános stratégiai irányvonala között. Ez a kapcsolat mutassa be a szálakat a szervezet tetejétől az aljáig, hogy mindenki könnyen összekapcsolja az általános üzleti irányt az újratervezési erőfeszítéssel. Ez az összhang pénzügyi teljesítmény, ügyfélszolgálat, munkatársi érték és a szervezet látomása szempontjából mutasson be. Az üzleti jövőkép és a folyamat célok kialakítása egyrészről a szervezeti erősségek, gyengeségek és piaci struktúrák világos megértésén, másrészről a versenytársak és más szervezetek által végzett innovatív tevékenységek ismeretén alapul.
Azok a BPR projektek, amelyek nem egyeznek az szervezet stratégiai irányával, kontraproduktívak lehetnek. Mindig fennáll annak a lehetősége, hogy egy szervezet jelentős befektetéseket hajtson végre olyan területeken, amelyek nem a vállalat fő kompetenciái, és később ki fogja külső forrásból szerezni ezt a képességet. Ilyen újratervezési kezdeményezések pazarlóak és ellopják az erőforrásokat más stratégiai projektek elől. Ráadásul a stratégiai összehang nélkül az szervezet kulcsfontosságú érdekeltjei és támogatói talán nem tudnak biztosítani a szervezetnek szükséges támogatási szintet az erőforrások terén, különösen ha vannak más, a vállalkozás jövőjére vonatkozó kritikusabb projektek, amelyek jobban igazodnak a stratégiai irányvonallal.

### Megfelelő informatikai infrastruktúra
A kutatók az informatikai infrastruktúra megfelelő felmérését és összetételét kulcsfontosságú tényezőnek tekintik a sikeres üzleti folyamat újratervezés (BPR) megvalósításában. Hammer (1990) előírja az információtechnológia (IT) használatát annak érdekében, hogy megkérdőjelezzék azokat a feltételezéseket, amelyek a munka folyamatában már jóval a modern számítógépes és kommunikációs technológia megjelenése előtt léteztek. Az IT infrastruktúrával kapcsolatos tényezőket egyre inkább sok kutató és gyakorlati szakember alapvető elemként tartja számon a sikeres BPR erőfeszítésekben.
- Az IT-infrastruktúra és a BPR-stratégia hatékony összehangolása,
- Hatékony IT-infrastruktúra kiépítése,
- megfelelő informatikai infrastruktúra beruházási döntés,
- az informatikai infrastruktúra hatékonyságának megfelelő mérése,
- megfelelő információs rendszerek (IS) integrációja,
- az örökölt IS hatékony újratervezése,
- az informatikai funkciók kompetenciájának növelése, illetve
- a szoftvereszközök hatékony használata a legfontosabb tényező, amely hozzájárul a BPR-projektek sikeréhez.

Ezek létfontosságú tényezők az üzleti folyamatok számára hatékony IT-infrastruktúra kiépítésében. A BPR-t stratégiai tervezéssel kell kísérni, amely az IT versenyeszközként való felhasználását célozza meg. Az IT infrastruktúra fizikai eszközökből, szellemi eszközökből, megosztott szolgáltatásokból és ezek összekapcsolódásából áll. Az IT infrastruktúra komponenseinek összetétele és összekapcsolódásuk meghatározza, hogy milyen mértékben lehet információs erőforrásokat biztosítani. Az IT infrastruktúra összetételi folyamata felülről lefelé közelít, kezdve az üzleti stratégiával és az IS stratégiával, majd továbbhaladva az adatok, rendszerek és számítógép-architektúrák tervezéséig.
Az IT infrastruktúra komponensei közötti kapcsolatok és azok interakcióinak leírásai fontosak az integritás és konzisztencia biztosítása érdekében az IT infrastruktúra komponensei között. Ezen túlmenően az IT szabványoknak jelentős szerepe van az infrastruktúra különböző komponenseinek összehangolásában, hogy olyan megosztott IT szolgáltatásokat nyújtsanak, amelyek hatékonysága megfelelő az üzleti folyamat alkalmazások támogatásához, valamint az IT eszközök beszerzési, kezelési és felhasználási folyamatainak irányításához. Az IT infrastruktúra megosztott szolgáltatásai és az emberi IT infrastruktúra komponensei, felelősségeik és szükséges szakértelmük tekintetében, mind létfontosságúak az IT infrastruktúra összetételi folyamatában. Az IT stratégiai összehangolást az üzleti és IT stratégiák, valamint az IT és szervezeti infrastruktúrák integrációs folyamatán keresztül közelítik meg.
A legtöbb elemző szerint a BPR és az IT visszavonhatatlanul összekapcsolódnak. Például a Walmart nem tudta volna újratervezni a tömeges kiskereskedelmi áruk beszerzésére és elosztására szolgáló folyamatait IT nélkül. A Ford egy másik ismert példában az IT-t a BPR-rel együtt alkalmazva 75 százalékkal csökkentette a beszerzési osztály létszámát. Az IT infrastruktúra és a BPR kölcsönösen függnek egymástól abban az értelemben, hogy az új üzleti folyamatok információs igényeinek meghatározása meghatározza az IT infrastruktúra összetevőit, és az IT képességeinek felismerése alternatívákat kínál a BPR számára. A rugalmas IT infrastruktúra kiépítése nagymértékben függ az üzleti folyamat információs igényeinek megfelelő meghatározásától. Ez viszont az üzleti folyamatokban beágyazott tevékenységek típusától, valamint azok sorrendjétől és más szervezeti folyamatoktól való függésüktől függ.

### Hatékony változáskezelés
Al-Mashari és Zairi (2000) szerint az üzleti folyamatok újratervezése (BPR) az emberek viselkedésének és kultúrájának, a folyamatoknak és a technológiának a megváltozását foglalja magában. Ennek eredményeként számos tényező akadályozza a BPR hatékony megvalósítását, és így korlátozza az innovációt és a folyamatos fejlődést. A változásmenedzsment, amely magában foglalja az összes emberi és társadalmi változással kapcsolatos változtatást és a kulturális alkalmazkodási technikákat, amelyekre a menedzsmentnek szüksége van az újonnan tervezett folyamatok és struktúrák munkagyakorlatba való beillesztéséhez és az ellenállás hatékony kezeléséhez, sok kutató szerint a BPR erőfeszítések kulcsfontosságú eleme. Az egyik leginkább figyelmen kívül hagyott akadálya a sikeres BPR projekt megvalósításának az ellenállás azok részéről, akikről a megvalósítók úgy gondolják, hogy a legjobban profitálnának belőle. A legtöbb projekt alábecsüli a nagy folyamat- és szerkezeti változások kulturális hatását, és ennek eredményeként nem érik el a változási erőfeszítéseik teljes potenciálját. Sokan nem értik, hogy a változás nem egy esemény, hanem inkább egy menedzsment technika.
A változásmenedzsment a változás folyamatként való kezelésének tudománya, figyelembe véve, hogy az alkalmazottak emberek, nem programozható gépek. A változást implicit módon a motiváció hajtja, amelyet a változás szükségességének felismerése táplál. A sikeres újratervezési erőfeszítések felé tett fontos lépés a változás szükségességének megértésének közvetítése. Köztudott tény, hogy a szervezetek nem változnak, hacsak az emberek nem változnak; minél jobban kezelik a változást, annál kevésbé fájdalmas az átmenet.
A szervezeti kultúra meghatározó tényező a sikeres BPR megvalósításában. A szervezeti kultúra befolyásolja a szervezet változási képességét. A szervezeten belüli kultúra egy önmegerősítő hiedelem-, attitűd- és viselkedéskészlet. A kultúra az egyik legellenállóbb eleme a szervezeti viselkedésnek, és rendkívül nehéz megváltoztatni. A BPR-nak figyelembe kell vennie a jelenlegi kultúrát ahhoz, hogy hatékonyan megváltoztassa ezeket a hiedelmeket, attitűdöket és viselkedéseket. A szervezet menedzsmentje által közvetített üzenetek folyamatosan erősítik a jelenlegi kultúrát. A változást implicit módon a motiváció hajtja, amelyet a változás szükségességének felismerése táplál.
A sikeres átalakítási erőfeszítések felé tett első lépés a változás szükségességének megértésének közvetítése. A menedzsment jutalmazási rendszere, a vállalat eredetének és az alapítók korai sikereinek történetei, fizikai szimbólumok és vállalati ikonok folyamatosan erősítik a jelenlegi kultúra üzenetét. A BPR sikeres megvalósítása attól függ, hogy a menedzsment milyen alaposan közvetíti az új kulturális üzeneteket a szervezet számára. Ezek az üzenetek iránymutatást nyújtanak a szervezetben dolgozóknak az elfogadható viselkedési minták kimenetelének előrejelzéséhez. Az embereknek kell a középpontban lenniük bármilyen sikeres üzleti változás esetén.
A BPR nem egy sikeres üzleti átalakítás receptje, ha csak a számítógépes technológiára és a folyamatok újratervezésére összpontosít. Valójában sok BPR projekt megbukott, mert nem ismerték fel az emberi tényező fontosságát a BPR megvalósításában. A szervezetben dolgozó emberek, a jelenlegi vállalati kultúra, a motiváció, a vezetés és a korábbi teljesítmény megértése elengedhetetlen ahhoz, hogy felismerjük, megértsük és beépítsük a BPR víziójába és megvalósításába. Ha az emberi tényezőt egyenlő vagy nagyobb hangsúlyt kap a BPR során, az üzleti átalakítás sikerének esélyei jelentősen megnőnek.

### Folyamatban lévő, folyamatos fejlesztés
Számos szervezeti változáselmélet szakértője közös nézetet vall arról, hogy a szervezetek fokozatosan és lépésről lépésre alkalmazkodnak, helyileg reagálva az egyes válságokra, ahogy azok felmerülnek. A közös elemek a következők:
- Az üzleti folyamatok újratervezése (BPR) egy egymást követő és folyamatos folyamat, amelyet javítási stratégiának kell tekinteni, ami lehetővé teszi a szervezet számára, hogy áttérjen a hagyományos funkcionális orientációról egy olyanra, amely összhangban van a stratégiai üzleti folyamatokkal.[32]
- A folyamatos fejlesztés az a szervezeti hajlam, hogy folyamatosan és innovatívan javítsa folyamatait, termékeit és szolgáltatásait.[21] A fokozatos változást az egyes korábbi változási ciklusokból szerzett tudás vezérli.
- Elengedhetetlen, hogy a BPR tevékenység automatizálási infrastruktúrája biztosítsa a teljesítményméréseket a folyamatos fejlesztések támogatása érdekében. Hatékonyan kell rögzítenie a megfelelő adatokat, és hozzáférést kell biztosítania a megfelelő személyek számára.
- Annak érdekében, hogy a folyamat a kívánt előnyöket generálja, tesztelni kell, mielőtt az végfelhasználókhoz kerülne. Ha nem teljesít kielégítően, több időt kell szánni a folyamat módosítására, amíg megfelelően nem működik.
- A minőségügyi szakemberek számára alapvető koncepció a visszacsatolási hurkok használata a folyamat minden lépésénél és egy olyan környezet, amely ösztönzi az eredmények folyamatos értékelését és az egyéni erőfeszítéseket a javítás érdekében.[41]
- A végfelhasználói szinten proaktív visszacsatolási mechanizmusnak kell lennie, amely lehetővé teszi és elősegíti a problémák és kérdések megoldását. Ez hozzájárul a folyamatos kockázatértékeléshez és -felméréshez is, amely szükséges a megvalósítási folyamat során a kockázatok kezdeti állapotában történő kezeléséhez és a reengineering erőfeszítések sikerének biztosításához.
- A kockázatkezelés előrejelzése és megtervezése fontos ahhoz, hogy hatékonyan kezeljék a kockázatokat, amikor azok először jelentkeznek, és minél korábban a BPR folyamat során.[42] Érdekes, hogy a reengineering sikeres alkalmazásai közül sokan, amelyeket támogatóik leírnak, olyan szervezetekben történtek, amelyek folyamatos fejlesztési programokat gyakorolnak.
- Hammer és Champy (1993)[43] az IBM Credit Corporationt, valamint a Fordot és a Kodakot említik példaként olyan vállalatokra, amelyek sikeresen végezték el a BPR-t, mivel hosszú távú folyamatos fejlesztési programjaik voltak.[41]

Összefoglalva, a sikeres BPR jelentős javulásokat hozhat a szervezetek működésében, és alapvető javulásokat eredményezhet az üzleti tevékenységekben. Azonban ahhoz, hogy ezt elérjük, néhány kulcsfontosságú sikertényezőt figyelembe kell venni a BPR végrehajtása során.
A BPR sikertényezői olyan tanulságok gyűjteményei, amelyek a reengineering projektekből származnak, és ezekből a tanulságokból közös témák alakultak ki. Ezen túlmenően a BPR végső sikere azoktól az emberektől függ, akik végrehajtják, és attól, hogy mennyire elkötelezettek és motiváltak kreatívan alkalmazni részletes tudásukat a reengineering kezdeményezéshez. Azoknak a szervezeteknek, amelyek BPR-t terveznek, figyelembe kell venniük a BPR sikertényezőit annak érdekében, hogy biztosítsák, hogy reengineeringgel kapcsolatos változtatási erőfeszítéseik átfogóak, jól megvalósítottak legyenek, és minimális eséllyel járjanak kudarccal. Ez minden szempontból nagyon hasznos volt.

## Kritika
Sok vállalat ürügyként használta az újratervezést a létszámleépítésre, bár az újratervezés híveinek nem ez volt a célja; következésképpen az újratervezés a létszámleépítések és elbocsátások szinonimájaként szerzett hírnevet.
Sok esetben az újratervezés nem mindig váltotta be a hozzá fűzött reményeket. Néhány kiemelkedő ok:
- Az újratervezés abból indul ki, hogy a szervezet teljesítményét korlátozó tényező a folyamatok hatástalansága (ami igaz lehet, de lehet, hogy nem), és nem kínál semmilyen eszközt ennek a feltételezésnek az érvényesítésére.
- Az újratervezés azt feltételezi, hogy a teljesítményjavítás folyamatát „tiszta lappal” kell kezdeni, azaz teljesen figyelmen kívül kell hagyni a status quo-t.
- Eliyahu M. Goldratt (és a korlátok elmélete) szerint az újratervezés nem nyújt hatékony módot arra, hogy a fejlesztési erőfeszítéseket a szervezet korlátaira összpontosítsák.

Mások azt állították, hogy az újratervezés az általánosan elterjedt ötletek újrahasznosított hívószava. Abrahamson (1996) azzal érvelt, hogy a divatos menedzsment kifejezések általában egy életciklust követnek, amely a Reengineering esetében 1993 és 1996 között érte el a csúcsot (Ponzi és Koenig 2002). Azzal érvelnek, hogy az újratervezés valójában nem volt újdonság (mint például amikor Henry Ford 1908-ban megvalósította az összeszerelősort, valójában újratervezte, gyökeresen megváltoztatva egy szervezet gondolkodásmódját).

A BPR-rel szembeni leggyakoribb kritika a hatékonyságra és a technológiára való szigorú összpontosítás, valamint az emberek figyelmen kívül hagyása a szervezetben, amely újratervezési kezdeményezésnek van kitéve. Nagyon gyakran a BPR címkét használták jelentős munkaerő-csökkentésre. Thomas Davenport, a BPR korai támogatója kijelentette, hogy:
"Amikor 1990-ben az "üzleti folyamatok újratervezéséről" írtam, kifejezetten azt mondtam, hogy a költségcsökkentésre való felhasználása önmagában nem volt észszerű cél. Michael Hammer és James Champy tanácsadók pedig – az újratervezéssel leginkább összefüggő két név – mindvégig ragaszkodtak. hogy nem az elbocsátások a lényeg, de tény, hogy miután kikerült a palackból, az újratervező dzsinn gyorsan csúnyává vált."
Hammer hasonlóképpen elismerte, hogy:
"Nem voltam elég okos ebben. A mérnöki hátteremet tükröztem, és nem értékeltem kellőképpen az emberi dimenziót. Megtanultam, hogy ez kritikus fontosságú."

## Fordítás
- Ez a szócikk részben vagy egészben  a   Business process re-engineering című angol Wikipédia-szócikk ezen változatának fordításán alapul.  Az eredeti cikk szerkesztőit annak laptörténete sorolja fel. Ez a jelzés csupán a megfogalmazás eredetét és a szerzői jogokat jelzi, nem szolgál a cikkben szereplő információk forrásmegjelöléseként.